# Acostaea trilobata
Acostaea trilobata es una especie de orquídea epífita. Se encuentra en Ecuador.

## Descripción
Es una orquídea de tamaño pequeño que prefiere el clima cálido y con hábito epífita con ramicaules ascendentes erectos envueltos por 2-3 vainas delgadas y tubulares y con una sola hoja apical , erguida, coriácea, elíptica a obovada estrecha, subaguda a obtusa con la base cuneada o estrechamente cuneada en un pecíolo. Florece en el verano y de nuevo a finales del otoño en una inflorescencia erecta a suberecta, racemosa de 5 cm de largo con sucesivamente 3-9 flores, con brácteas florales delgadas. La principal diferencia entre esta y otras especies son los tres lóbulos redondeados y gruesos en el vértice del labelo.

## Distribución y hábitat
Se encuentra en Ecuador en el lado oriental de la Cordillera de los Andes en bosques nubosos de altura en elevaciones de 500 a 1850 metros. 

## Taxonomía
Acostaea trilobata fue descrita por Carlyle A. Luer y publicado en Selbyana 1(3): 216, f. 43. 1975.
Etimología
Acostaea: (abreviado Acsta.): es un nombre genérico que fue otorgado en honor de Guillermo Acosta, recolector costarricense de orquídeas.
trilobata: epíteto latino que significa "con tres lóbulos".
Sinonimia
- Specklinia trilobata (Luer) Pridgeon & M.W.Chase[4][5]